# Ágost Krisztián Frigyes anhalt–kötheni herceg
Ágost Krisztián Frigyes anhalt–kötheni herceg (Köthen, 1769. november 18. – 1812. május 5.) Lujza Sarolta és Károly György Lebrecht anhalt-kötheni herceg fia. 1789 és 1806 között volt Anhalt-Köthen uralkodója, majd a megváltozott államforma után is uralkodó maradt 1812-ig.